# エレ片のコント太郎
『JUNKサタデー エレ片のコント太郎』（ジャンクサタデー エレかたのコントたろう）は、エレキコミック（やついいちろう・今立進）と片桐仁（ラーメンズ）のコントユニットエレ片が、TBSラジオで、毎週土曜深夜25:00〜27:00（毎週日曜日未明01:00〜03:00）JUNK土曜枠のパーソナリティを務めるラジオ番組。当行では後継番組の『エレ片のケツビ!』についても併せて述べる。

## 概要
放送開始当初は1回の放送内に2、3本のコントが放送されていた。普通のラジオ番組のオープニングとは違い、いきなりコントから始まることもあったが、2006年9月以降1回の放送内にコントは1本となり、オープニングもタイトルコールから番組が始まるスタイルになった。コントの放送は2007年5月以降ほとんど行われていない。聴取率は裏番組の「オードリーのオールナイトニッポン」に2016年2月度調査以降、大きく差を開けられている。
週末が舞台や単独ライブの地方公演などと被りやすいため、基本は録音放送。そのためエンディングでは告知の時間が設けられている。
2019年9月21日深夜（22日未明）放送分で、放送回数700回を迎えた。
2020年10月からスポンサーになったスマートニュースより、アプリにて動画が投稿された。
2021年3月6日の放送において、番組が同月一杯で終了することが発表された。その翌週となる同年3月14日の放送において、エレ片の3人が出演する土曜深夜1時から1時間枠の新番組『エレ片のケツビ!』（後述）の開始が発表された。後半の深夜2時台には『東京ポッド許可局』が移動する予定。さらに翌週の3月14日には番組の本が出版、27日には1時間のポッドキャストが復活する事になり「実質2時間として継続」と語った。

## テーマ楽曲

### 現在
- オープニングテーマ：Fantastic Plastic Machine 「paparuwa」
- エンディングテーマ：DJやついいちろう、いとうせいこう、いつか(Charisma.com) 「YYY」 2017年7月1日〜
- フィラー楽曲（一部放送局のみ）：エレキコミック「エレベスト」（作曲・プロデュース：曽我部恵一）より

### 過去
- エンディングテーマ：峯田和伸（銀杏BOYZ）「キラキラいいにおい」（番組内で披露されたオリジナルソング）　〜2014年2月
- エンディングテーマ：歌 峯田和伸（銀杏BOYZ）（番組内で披露されたオリジナルソング） 2014年2月〜2015年7月11日
- エンディングテーマ：やついいちろう×レキシ 「トロピカル源氏」 2015年7月18日～
- エンディングテーマ：キケチャレ！ feat. Negicco 「ONE NIGHT SENSATION!!!」 2016年12月3日〜2017年6月24日

## スタッフ

### 現在
- プロデューサー：坂元敏也
- ディレクター：今村芳文
- 構成作家：ゴウヒデキ、川尻恵太

### 過去
- プロデューサー：萩原慶太郎（初回からJUNK ZERO時代まで 通称「萩P」）、池田卓生（JUNKサタデー以降2012年3月まで）
- ディレクター：原加容子

## 番組変遷
金曜JUNK2 エレ片のコント太郎
2006年4月7日〜2007年3月30日　金曜日深夜27:00〜28:00（毎週土曜日未明3:00〜4:00）
水曜JUNK2 エレ片のコント太郎
2007年4月4日〜2008年9月24日　水曜日深夜27:00〜28:00（毎週木曜日未明3:00〜4:00）
水曜JUNK ZERO エレ片のコント太郎
2008年10月1日〜　TBSラジオのみ水曜日深夜24:00〜25:00（毎週木曜日未明00:00〜1:00）、ネット局は水曜日深夜27:00〜28:00（毎週木曜日未明3:00〜4:00）
2009年4月8日〜　 TBSラジオおよびCBCラジオのみ水曜日深夜24:00〜25:00（毎週木曜日未明0:00〜1:00）、その他のネット局は水曜日深夜27:00〜28:00（毎週木曜日未明3:00〜4:00）
JUNKサタデー エレ片のコント太郎
2010年4月〜2021年3月　土曜日25:00〜27:00（毎週日曜日未明1:00〜3:00）、2019年3月までTBSラジオローカル、2019年4月より琉球放送との2局ネットになりそれに伴い2時の時報が廃止された。

## コーナー

### 終了時の主なコーナー
1回の放送で行われるコーナーは3つ程度である。投稿が集まるまで何カ月も行われないコーナーもある。長い期間行われなかったコーナーは不定期に読まれていない投稿を紹介し、終了するか続けるか決めるという場合もある。
私、ドッペルゲンガーを見た事があります。→私一度死んだかも知れません。
自分が味わった不思議な体験を送ってもらうコーナー。ドッペルゲンガーのコーナーは「お互いのドッペルゲンガーを見た」という投稿が偶然届き、コントライブで実際に引き合わせる事になった。
俺のベスト3
個人的なテーマで作ったベスト3を送ってもらう。
仁ちゃんやで→仁ちゃんのわがまま→そのつまんねーif何？→エロイ話聞かせてよ！→アニメの話聞かせてよ！
難波の春日部育ち（自称）の仁ちゃん（片桐）が関西弁で当たり前のことを言うコーナーから普段いえないわがままや無茶な要求を言ってもらう。その後、スピンオフでもし、こんな事があったらを募集（つまんねーif)、エロイ話、意味不明の漫画、アニメの回を募集する。このコーナーでは片桐がメール読みを担当していたが「エロイ～」からやついに代わり、エレキ的には不人気のコーナーで始まると台本や雑誌を読み始めたり、お菓子を食べる・水を飲む等興味が無い。
つっこみハイライト
今立が放送中に発言したナイスツッコミを一つエンディングで決定し、これに当てはまるようなボケを送ってもらう。
その活動、何なんだよ！
上記「つっこみハイライト」の一つ「その活動、何なんだよ！」に「私は○○という活動をしています」というボケがハネてコーナー化。その活動、何なんだよ！となるボケを送ってもらう。コーナータイトルBGMはヤバイTシャツ屋さんの「あつまれ！パーティーピーポー」。
高齢者川柳
「その活動～」同様つっこみハイライトのスピンオフ。自身が高齢者になった時、もしくは既に高齢者である自身の川柳のコーナー
生きててよかった10個の事柄
ここ1週間で「生きててよかった」と思える10個の事を募集。当初はレギュラーコーナーだったが現在は投稿が殆ど来ず、半年に1回というペースになり内容もここから「今まで」に変わった。
コーナーのコーナー
新しいコーナーを紹介する時にある臨時コーナー。
ラジオネーム襲名大喜利
やついが素人時代に使っていたラジオネーム「Mr.ひょっとこ」、同じく作家川尻が素人時代に使っていたラジオネーム「わっしょい一郎」、ゲッターズ飯田が使っていたラジオネーム「ハゲチャビンZ」の使用権を掛けた大喜利。10ポイント先取で襲名ができたが、ラジオネーム「朝方カサス」が9ポイントまで行ったがコーナーを続けたくて別ネームで投稿し始めた矢先に番組終了が決まり白状してもノーカウントとされ、結局誰も襲名できなかった。
宮崎県産日向夏プレゼント
スペシャルウィークに当たる週に宮崎県産日向夏のプレゼントする企画。しかし、送られてきたメールの多くが通称「日向夏勢」と呼ばれる、いわゆる懸賞生活・達人が書く当選確率が上がる内容のテンプレートばかりで番組をちゃんと聴いているのかという疑問が芽生え番組内でクレームを出し、その結果リスナーか日向夏勢なのか3人が判定をするコーナーになった。
ヤッターズ飯田のズバリ言います！
やついが占い師のヤッターズ飯田として決して甘い事は言わない厳しい態度で悩みに占いで答えるコーナー。
新ジャーニーオーディション
相方小林の引退により一人となった片桐にやついが「ジャーニー (バンド)はボーカルをスティーヴ・ペリーからスティーヴ・オージェリーにすり替えてバンドを存続させた」という例から、ラーメンズ存続のために新小林賢太郎役を決めるコーナー。

### 夏限定のコーナー
しょぼい恨みのコーナー
小さい事に因縁を付け、呪いをかけるコーナー。恨み言を言ったあと、「お前の命をもらう！」で終わる。

### 終了したコーナー
俺を怒らせたことを後悔するがいい
アニメや漫画で言いそうだけれど、実際にはなかなか言う機会のないかっこいい台詞を募集。
一時期、リスナーの「大政を奉還する」とつぶやく台詞からコーナーが始まっていたが、現在ではコーナーアタックにも使用されている聖飢魔IIのデーモン小暮閣下の笑い声から始まっている。
核弾頭に質問
ラジフェスに参加し大きく目立ったリスナー核弾頭に電話をつなぎリスナーからの質問に2文字で答えてもらう。
ツンとくる川柳
意識高い人が言いそうなことを川柳にして送ってもらう。
こりゃ、ついてないぜ！
「そりゃついてない…」と言えるような状況や出来事を募集。
細かすぎて伝わらない粋
誰も粋だとは言ってくれないけれど、自分では粋だと思ってやってる行動を募集。
俺の法則
自分が発見した法則を募集
ルーツ
自身の不思議なルーツを募集するコーナー。2015年1月24日のポッドキャストのトークから誕生した。
ツンとくるニュース
1週間で見つけたツンときた出来事（ニュース）を募集。
クイズ　さて僕はどうしたでしょうか?
日常の中で起こった出来事を最後は「さて、僕はどうしたでしょうか?」とクイズにしてもらうコーナー。
勃起小噺
リスナーが送った、勃起にまつわるエピソードや笑い話など、ちょっとした小噺を募集するコーナー。
勃起名言（期間限定）
勃起していると意味が違って聞こえる名言を募集。
FMラジオのコーナー
FMラジオで読まれそうなメールを募集。
あれがエレ片です
パーソナリティをイメージしやすくなるような紹介文を募集。
かまし
「かました」「かまされた」または人から聞いた「かまし」エピソードを募集。
バカ辞書
毎回、「地獄」など単語や熟語を発表して、それを使った辞書風の例文を考えてもらうコーナー。
カオポイント石橋のクイズモテモテゼミナール
石橋が女性に持てるテクニックをクイズ形式で学ぶ。カレーの解散により、独立したコーナーに。相川は、コーナータイトルと問題読みのみ担当。リストラで石橋と相川が降板。この番組では珍しい明確な終了の形になった。
逆なぞなぞのコーナー
先に答えを決めておいて、その答えになるようななぞなぞを送ってもらうコーナー。
ゲストが登場する際は、そのゲスト（または関係の深い人物）が答えになる場合が多い。土曜日移行後、一回も行われない。
伊集院光 深夜の馬鹿力の過去にあった「早押しクイズQQQのQのQ」というコーナーとフォーマットが似ている。
ひみつの若手ちゃん
エレ片Podcast検定に続く若手出演コーナー。カオポイントとカレーが自分の得意分野からクイズを作り、エレ片の3人に出題する。
クイズの読み上げはトゥインクルのグラビアアイドル相川晴南が担当。
カレー西光の引退、解散により終了。
すれ違い通信のコーナー
『ドラゴンクエストIX』のすれ違い通信の機能を利用して、エレ片をPRしてもらう。ケンドーコバヤシのテメオコに似たようなコーナーがある。
勇者のコーナー
「これができたら勇者」「これをやったから僕は勇者」という勇者の条件を送る。
天才の振る舞い
「天才だったらこんな行動をするだろうなー」という行動を考えてもらうコーナー。冒頭でやついに「変態鼻くそほじり豚」なるニックネームが何故か付いた。
やさしさチャンスのコーナー
男、女を上げるチャンスを募集するコーナー。
私の頭の中のヤンキー
エレ片と正反対の生き物であるヤンキーとはどんな生態なのか送ってもらう。
ガン無視のコーナー
実際に家族・友人・学校の先生から言われて、ガン無視したことのあるエピソードを送る。
今立・片桐からの今週（今月）のお願い
今立、片桐がリスナーにお願いをして、答えてもらうコーナー。
例えば4月に今立が「かなまら祭」に行くことが決まっているのでそこで何をやったらいいかを募集する。
片桐仁の架空歴史講座
マンガなどの架空の歴史にやたら詳しい片桐仁による、架空歴史講座。1分ぐらいで、ためにならない授業をやってみる。
ガールズトークレポート
女子リスナーに「ガールズトーク」に参加して貰い、その内容を報告するコーナー。電車内やファミレスで聞いたものでも可。
YattDogPress
自分の中のエロ本に、いつの間にか載っていた情報を送ってもらうコーナー。
卑屈サンバ
「どうせ」「俺なんて」という卑屈な気持ちを、サンバの陽気なリズムとテンポに合わせて笑い飛ばすコーナー。
最近は「DJ卑屈」による「卑屈な歌」（替え歌）も流行している。
ラジオコント卑屈伝から派生した。
他のコーナーはすべてやついが読んでいるがこのコーナーのみ片桐がネタを読んでいる。
「世界 卑屈発見!」スタートにより、コーナー休止中。
俺、偉人かもしれませんのコーナー
偉人のエピソードに近いことがあった…という体験談を送ってもらう。
抱きしめたい!
何か暖かくなる、思わず抱きしめたくなる、遠赤外線のようなエピソードを募集するコーナー。
ヤリヤリシックスティーン
エロ悲しいから生まれたコーナー。
エレ片は16歳で初体験をしたということにしているので、リスナーの16歳の初体験エピソードを募集するコーナー。
しかし、ほとんどの体験談が妄想であるため、話がいきなり飛んだりして突っ込まれることが多かった。
2008年7月9日の放送ではリスナーが電話出演し、そのエピソードを語る場面があった。
夏休みの日記のコーナー
子供が書きそうな夏休みの日記を送ってもらう。
バカペディア
Wikipediaのように様々な事柄に対して様々な情報を募集するコーナー。2008年2月6日の放送ではPerfumeのコーナーアタックを使用したが諸事情により1回のみの使用となった（やつい曰く「ものすごい力をかけられた」）。
隣のチャラペラ君
身近にいるチャラペラな人を紹介するコーナー。チャラペラとはチャラチャラした人と薄っぺらい人をあわせた造語で、エレ片が所属する事務所の後輩芸人であるカオポイント石橋哲也がモデルになっている。
an・anレポート
雑誌『an・an』を読んだリスナーからの感想を送ってもらうコーナー。読書感想文のコーナーのテーマから派生した。
よろしくテクニック
リスナーが知っている意外なテクニックを送ってもらうコーナー。
コーナーアタックは2007年7月18日放送内、ゲストのシン・ワタナベイビー（ホフディラン）による即興曲。
エロ悲しい
「エロ」と「悲しさ」は似ている事をコンセプトに、エロ悲しいエピソードを募集するコーナー。
ふたりでいいじゃない
鈴木雅之と島谷ひとみのデュエット曲「ふたりでいいじゃない」を流せるような前フリを募集するコーナー。終了後も島谷ひとみがゲスト出演した際に復活した。
読書感想文のコーナー
設定された誰もが知っている有名な物語を題材に感想文を送ってもらうコーナー。最も優秀なものには金賞として手書きの賞状が贈られる。
夏季限定コーナーだったが、2007年9月以降も月一回企画として行われた。後に「an・anレポート」のコーナーへと引き継がれる。
コーナーアタックは2007年7月18日放送内、ゲストのシン・ワタナベイビー（ホフディラン）による即興曲。
片桐仁のうろ覚えステーション
最新のヒット曲をまったく知らない片桐に一度だけ曲を聴いてもらい、うろ覚えのまま、なんとなく歌ってもらうコーナー。
『ミュージックステーション』のパロディで、今立がタモリに扮して曲前のトークをするが、片桐は覚えた曲が頭から抜けてしまうため早く切り上げようとする。
ときめき大学校則
ときめき大学の校則を考えるコーナー。
恋文ボクシング
「ときめき大学校則」から派生したコーナー。
毎回設定されるアイドル似のとき大生に向けてラブレターを書いてもらい、片桐、やついの2チームに分かれて、ときめき度を競う。
東京タワーのコーナー
リリー・フランキー著書の小説タイトルにあやかり、いろんなモノの「○○と□□と、時々、××」を考えるコーナー。
このコーナーだけ、やついが昭和年代のDJ口調で仕切る。
世界寝言陸上
夏期限定の対決企画。毎回設定される有名人が言いそうな寝言を送ってもらい、片桐、やついの2チームに分かれ、インパクトやいかに当人の本音に肉薄したかで飛距離を競うコーナー。イメージする競技は砲丸投げ。
コーナーアタックは2007年7月18日放送内、ゲストのシン・ワタナベイビー（ホフディラン）による即興曲。なんとなく富士サファリパークのCMソングっぽい。
イパネマの娘を訳そうよ！
イパネマの娘という歌の本当の歌詞を募集し、片桐が「なんとなく歌いたかった」を選考基準に歌ってくれるコーナー。
同局で放送していたラジオ番組『スピードワゴンのキャラメル on the beach』の「訳詞まるひろ子のイトリ倶楽部」のパクリ企画。番組放送中、スピードワゴンが乱入し、どちらがオリジナルであるか競うため両番組で対決し、敗れた「訳詞まるひろ子のイトリ倶楽部」は終了した（小沢一敬の声が聞き取りにくかったという理由もある）。
『スピードワゴンのキャラメル on the beach』と『エレ片のコント太郎』は同じ萩原プロデューサーによる番組。
2007年6月20日の放送ではスピードワゴンを迎え、片桐と共に小沢の歌声も再び披露された。
東京03の飯塚悟志はこのコーナーのファン。
ウソテク
今立の発案によって始まったコーナー。嘘のゲーム裏技を募集する。新しいゲームの企画も募集していた。
太朗とウロコ
片桐宅の長男である「太朗」とペットのヨウム「ウロコ」に喋ってもらいたい言葉を募集する。
概要が放送されたものの、結果的に一度も実現されないまま消滅した。
泣いて馬刺を食う
ポッドキャスティング内から始まったコーナーで、実在する居酒屋「三国志」のために武将や三国志にちなんだメニューを募集する。
2007年4月25日の放送内で、実際にエレキコミックが居酒屋へメニューを提案する様子が放送された。
むしろ哲学
文科系ワル化企画第1弾。出来る男の口ぐせである「むしろ」を使いこなし、男の生き様を考えるコーナー。
僕らの知らない武田信玄
武田信玄のオモシロエピソードを教えてもらうコーナー。
コーナーの方向性が定まっていないままスタートしたため、2週で終了という短命に終わった。
やついロックフェス
やついが主催するロックフェスを考えるコーナー。会場はリスナーの親族が所有する北海道の電気も通っていない牧場の真ん中で開催する予定になっていたが、2007年1月7日に『エレ片 OMOSHIRO 大感謝祭!!!』と題し、クラブチッタ川崎で、稲川淳二、大槻ケンヂ、斉木しげる、曽我部恵一バンド（ex.サニーデイ・サービス）、峯田和伸（銀杏BOYZ）、バカリズム、猫ひろし、マキタスポーツ、ユリオカ超特Qという超豪華ゲストと共に4時間ぶっとおしライブ、というかたちで開催された。
ドキドキかずきメモリアル
エレキコミックが呼ばれた高校の文化祭で出会ったリスナーに恋のアドバイスをするコーナー。
進展を執拗に聞き続けた結果、最終的に着信拒否され消滅するかたちとなった。
ヤリチンブームのコーナー
リスナーがどんなヤリチンになりたいか投稿するコーナー。原則としてリスナーは16歳で童貞喪失したという設定で投稿する。最も感銘を受けたものは「今週のキングマーラー」に選ばれる。
キラキラいいにおい
女性リスナー獲得のため、女の子が好きそうな「キラキラ」したものや「いいにおい」のものを募集するコーナー。
やついによる思いつきで始まったコーナーだったが、当時唯一女性リスナーが応募出来るコーナーとして「ヤリチンブームのコーナー」に次ぐ人気コーナーとなった。
2006年9月1日放送内で、リスナーのハガキを歌詞に峯田和伸（銀杏BOYZ）に即興で曲を作ってもらい披露された。その中の一曲が現在番組のエンディングテーマになっている。
夏の天パー甲子園
コンプレックス応援企画第1弾。リスナーから送られてきた天然パーマ（天パー）の髪の毛同士を引っ張り合って対決するコーナー。
最終的に天パーではなくストレートのリスナーが優勝してしまった。
世界デブバレー
コンプレックス応援企画第2弾。おデブ様が言いそうな言葉を募集するコーナー。片桐、やついの2チームに分かれて対戦し、負けたほうはもっとおデブ様の気持ちに近づけるようラードをのせた世界の料理を食べなければならなかった。
例:ワッフル（ベルギー）の上にラード、ティラ・ミ・ス（イタリア）の上にラード　など
三国志VSガンダム
三国志とガンダムのどっちがすごいかを語るコーナー。
「呂布見ました」のコーナー
三国志の武将（主に呂布が取り上げられる事が多い）やガンダムのキャラクターの目撃情報を募集するコーナー。
「きれいなまるが書けたよ」のコーナー
きれいなまるを書いてもらい、その時のオモシロエピソードを募集するコーナー。
まるは実際にFAXを使用して募集する（それ故、薄くて見づらい場合などもあり、それもネタにされる）。
初期のラジオコント内にも登場した。
「きれいな石を拾ったよ」のコーナー
きれいな石を拾ったときのオモシロエピソードを募集するコーナー。
片桐大統領
選挙演説に使えそうなマニフェストを募集して、片桐大統領が「採用」「却下」「保留」で判定を下すコーナー。
2006年4月14日の放送では片桐大統領から小林総理にホットライン交渉、というかたちで小林賢太郎（ラーメンズ）が電話出演した。
しょうゆをかけたら、おいしいよ! のコーナー
しょうゆをかけたらおいしかった時に起こった面白い話を募集。
北はあっちだよ! のコーナー→北どっちのコーナー
やつい曰く「どっちが北か分からなくて、困ることってよくあるじゃないですか? 北が分かった時の面白エピソード募集するコーナー」
もともとは「iPhoneの初期設定ができなくて方位磁石として使っていた」というやついのフリートークから生まれたコーナー。
コーナーの内容からすぐにネタ切れし、コーナーBGMの北酒場に「北どっち?!」等の合いの手を入れるミニコントから派生し、合いの手と合いの手を入れる曲を募集するコーナーに変更。
2010年5月5日に行われた公開録音で一旦封印。
世界　卑屈発見!
身の回りで発見した卑屈な音楽、映画、人物などを報告するコーナー。
竜馬のコーナー
日常生活を壮大に変えるために、無闇に雄大なことを言うコーナー。
エレ片Podcast検定
もともとカオポイントとカレーのミニ番組が放送される予定だったが、カオポイントとカレーがやついに対する敬意がないということで、レギュラーをかけてそれぞれが過去のPodcastを聞いてクイズを出し合い勝負することとなった。
クイズの読み上げはトゥインクルのグラビアアイドル相川晴南が担当。
クイズの勝敗よってポイントが与えられるが、一時期、普段から番組の宣伝を行うなどをすると「媚ポイント」が与えられていた。
全放送回分のクイズが出し終わったため、新コーナー「ひみつの若手ちゃん」にリニューアル。
誰でも名言のコーナー
「中学生」「名言」の引き出しのコーナーから派生した『誰でも名言』中学生に限らず、子供、お父さん、お婆ちゃんがリアルに言った名言を募集する。
あの子と付き合いたいのコーナー
憧れのアイドルや、アニメのキャラクターと、実際に付き合うには、どうすればいいのか、自然な流れで付き合う戦略を送るコーナー。
キヨワバトル
『気が小さい』エピソードの自慢合戦。
エレ片シンポジウム　ふとした哲学
新生活もスタートしたところで、生活を全般的に見直していこうと哲学していくコーナー。
パンツ見たいなー選手権
リスナーから感情のこもった「パンツ見たいなー」のセリフを募集する。ついでに女性からも「パンツ見せたいなー」も募集する。
イケてない自慢
「自分のイケてないところを、どんどん自慢していこう！」というコーナー。
ワンフレーズ替え歌
曲の一部だけをピックアップして、そこの部分だけを替える、替え歌コーナー。
金色冬生
リスナーに詩っぽく聞こえる文章を送ってもらって、その意味を今立・片桐が解釈する。名前の由来は「銀色夏生」。
自由研究のコーナー
やったけど、どこでも発表する機会のない研究を発表してもらうコーナー。
らしいよ!
最後に「らしいよ」をつければ、どんなことでも言える。やついが謎の男「らしいよさん」になって正体不明な情報を送るコーナー。山里亮太の不毛な議論の「ソースどこですか?」に似ている。
ミドルネームを授けよう!!
有名人にミドルネームをつけるコーナー。
バカ証明
無茶苦茶なお題を出して、論理的に証明するコーナー。最近は「最強の○○は○○だ」が多い。
ウソ占いのコーナー
「○○座は、○○がある」というリスナーが考えた勝手な占いの投稿を受け付けるコーナー。エンディングに行う。
引き出しのコーナー
タテのカギとヨコのカギのまじわったところの共通点に入っていたものを募集する。2010年1月現在メインで行われているコーナー。ヨコのカギが「バカ」や「クソ」に固定され、ネタコーナーになった。
正解ツッコミのコーナー→下品ツッコミのコーナー
異次元なボケを募集し、今立に神がかったツッコミさせるエスパーツッコミ養成コーナー。スペシャルウィークに行われた「つっこみFit」から派生した。
このコーナーでは、片桐が「エスパーツッコミ」という肩書きになっている（実際はリスナーが書いてきた正解のツッコミを読んでいるだけ）。やついと片桐のテンションが高く、正解のツッコミが出ないため今立のテンションが低い。
投稿内容に下ネタが極端に多かったため、途中から範囲を狭めるという事も兼ねて「下品ツッコミ」にリニューアルした。
ムラムラムラさんのネットリ解説
世の中にある様々なモノやワンシーンなどをネットリとエロく解説するコーナー。
2006年12月22日の放送では原幹恵を迎えて『ミキミキミキティーのネットリ解説』というコーナーになった。
はじめてのコント
リスナーが書いたコントをエレ片が演じるコーナー。2006年5月21日放送を最後に放送されなくなり、現在も募集はされているが、やつい曰く「名誉コーナーなので送らなくてもいい」。
我ら！ガンセク学園
週刊誌の「顔面パワハラ学園」という記事から片桐の顔を「顔面セクハラ学園！」と今立がツッコミを入れたのが始まり。片桐が校長を務める顔面セクハラ学園（通称：ガンセク学園）の校則、学校行事を紹介する。
タイムマシンでアドバイス
もしもタイムマシンがあったら、いつの時代の自分にどんなアドバイスをしに行きたいかを送ってもらう。ネタ切れでちょっとした後悔やケアレスミスが採用されるようになり、未来の出来事を教えてもらう「タイムマシンでアドバイス2」が始まったが数週で終了した。
夜のあいつ
芸能人や漫画・アニメのキャラクターなどの性事情について体験談のように送ってもらうコーナー。
S級今立、貸します!
結婚しても妻が帰ってこず、基本的に暇な今立を、人手が足りなくて困ってるリスナーに貸すコーナー。
幸せおすそ分けプレゼント
お題のエピソード（創作可）を送ってきてもらい、採用されればリスナーが買ってきたお土産や在庫品をプレゼントするコーナー。土曜日になって以降初めて琉球放送がネット局になった記念に作られた。
聞こえちゃった!
街中で急に耳に飛び込んできた会話のフレーズや急に頭の中に浮かんだフレーズを募集。
エレ片を歌わせろ!ミュージックリクエスト
ある日の放送で今立がカラオケでsuperflyの愛をこめて花束をの歌詞に感極まって号泣しながら歌ったという出来事から、エピソードとリクエスト（知っている歌限定）を募り片桐と今立を共感させて歌せる事が出来るかというコーナーだがこれは振りで二人は何でも歌い出し、やついに追及されても本人達は「歌っていない」と言い張る。何ヶ月も経て突然不定期に行われ、投稿が少なく一つの季節、半年以上前に送られたきた物が採用される事も少なくない。
俺の名言
自分が考えた名言を発表するコーナー。
ハズレガチャ考えました
アプリゲームのハズレ10連ガチャの内容を考えてもらうコーナー。

## その他の活動
ときめき大学
やついが思いつきで始めたカムバック青春企画。学生時代にときめきを味わえなかったリスナーと共に青春を謳歌しようという活動。
校歌は湘南乃風の「純恋歌」。
2007年4月7日に行われた入学式にはリスナーが200人近く集まった。
2007年6月10日には男女比を合わせ、200名限定で運動会が開かれた。
- 4チームに分かれデカパン競争、大縄跳び、リレー、フォークダンス4種目の競技が行われた。
- 当日は雨のせいか80人近くが来なかったが、結果としていい人数だということになった。
- ゲストはメロン記念日。

2007年9月1日にはリスナー100名が千葉の某海岸に集まり、『夏の最後の思いで作り! ビーチで遊ぼう! 〜俺達だってビーチで遊んだっていいじゃないか大会〜』と、称してやつい考案の競技ビーシュート世界大会が行われた。
2008年3月28日に赤坂サカスで行われた公開収録のポッドキャスト収録にて、第1回ときめき大学の卒業式が行われた。
危険日チャレンジガールズ!
2009年7月20日に横浜BLITZで行われる「エレ片フェス」において、3人が1日限定のアイドルユニットとしてデビューすることが決まった。
バカリズム升野により「危険日チャレンジガールズ!」と命名。
ヤッリー（やついいちろう）、ダッチー（今立進）、セクシーJ（片桐仁）の3人から構成されていた。
デビュー曲は「We are 危険日チャレンジガールズ!」。実際にレコ直やiTunes Storeなどで配信された。iTunes Storeではヒップホップ部門2位の成績を残した。
- JUNKやJUNK ZEROでパワープッシュとして放送された。
- 作曲はpal@popとして音楽プロデューサーとして女性アーティストを多く手がける高野健一が担当。
- ダンスの振り付けには日本テレビ系「スーパーチャンプル」にてSQUALL NOIZEとして人気を博した西野名菜が担当する。

2010年3月14日に行われる「エレ片フェス2010」で復活。西寺郷太（ノーナ・リーヴス）と宇多丸（RHYMESTER）がメンバーに加わり5人組となった。
その後シングル「FUNKY FUN!!!feat.宇多丸&西寺郷太」、ミニアルバム「Like A Bitch」をリリース。
エレ片コントライブ コントの人
年に一回「エレ片コントライブ」としてメンバーが外の会場でコントライブを行っている。
公演から1年後には収録されたDVDを販売している。
2015年には、1万人規模を突破した。

## エピソード
- エレ片は、エレキコミックと片桐仁がそもそもの由来であるが、この番組内では、ゴウ(江)ヒデキ、エレキコミック、かわじり(川尻恵太)、かたぎり(片桐仁)と、作家も含めたものとなっている。また、これには仲が悪いゴウヒデキと川尻恵太の間にエレキコミックが仲介に入っていて、それを外から見ている片桐仁という意味合いも含まれている。
- 2006年9月15日放送では、同日に放送されていた番組「JUNK 交流戦スペシャル」のパーソナリティをエレキコミックとキャイ〜ンが担当した流れから、キャイ〜ンがオープニングに数分間出演した。そのため同日エレキコミックにとっては、JUNK、JUNK2と3時間の生放送出演となった。
- 2007年2月23日の放送では渡辺正行を迎えて「エロ悲しいスペシャル」を放送するはずだったが、余談で盛り上がり過ぎてしまい、番組放送中にリスナーのハガキを1枚しか読む事が出来なかった。
- 2007年3月2日の放送ではラーメンズ福岡公演のため、片桐は電話での出演となり、当日のタイトルコールは「エレキコミックのコント太郎」だった（2007年3月30日放送でもラーメンズ札幌公演のため、同様のタイトルコールとなった）。また同日から2,3週に渡り、これまで出し渋っていた番組特製クオカードやステッカーを大量にリスナーへ贈ったことから、3月いっぱいで番組終了か、とリスナーをやきもきさせたが、2007年3月23日放送内で、水曜JUNK2に引っ越します、との報告にリスナーを安堵させた。
- 2007年4月11日の放送では「ときめきスペシャル」と題し、通常のラジオコントではなく、Berryz工房によるときめきコントが放送された（翌週、2007年4月18日放送でも同様にときめきコントが放送された）。
- 2007年5月9日放送以降、ラジオコントの放送は不定期になっている。
- 2007年6月13日の放送では、水曜JUNKパーソナリティ雨上がり決死隊がオープニングから数分間出演。そのため同日はタイトルコールが無いまま番組が始まった。
- 2007年12月12日の放送では、エレファントカシマシ宮本浩次が生出演。エレカシファンであるエレ片は終始緊張していた様子であった。その状況をどうにかしようとやついが軽く毒を吐いたら宮本がほとんどしゃべらなくなるという事態に陥った。またこの日はPerfumeがコメントでの出演。しかし、そのコメントの中身はやついと片桐のことばかりで、最終的には今立の名前は一切出ないままコメントが終了してしまった。
- 2008年1月31日配信分は、本編に引き続きPerfumeがゲスト出演した。これがカンフル剤となりポッドキャストランキングが急上昇したが、事情（やついと今立曰く、「ものすごい力が強いものに背中をグーで殴られた」）により、2月13日までの限定配信となった。そのため、現段階で唯一の欠番回となっている。
- 2008年8月27日放送分では、重大発表があるという告知をした上、やついが「副題はさようなら」と発言し番組終了を暗示したため、またもやリスナーをやきもきさせた。しかし、2008年9月3日の放送で番組が続くことが発表され、2008年9月17日放送で水曜JUNKZEROに移動にすることになったことも発表された。
- 片桐がラーメンズや舞台の地方公演の仕事で、電話や事前録音のコーナーのみの出演となることがある。その場合仲のいい芸人がゲスト出演することが多い。この場合「片桐さんが○○の仕事で～」→「このラジオも仕事」とエレキの2人がぼやくのが恒例。
- 2009年1月1日の元旦放送は関東地方以外（TBSラジオ以外の系列局）に向けての放送となった。エレ片の3人と同じ事務所であるトゥインクル・コーポレーション所属の若手芸人による隠し芸大会が行われた。出演したのはYes-man・中央線withyou・社会人Z・スペースラジオ・カオポイントの5組11人。
- 2009年08月26日の放送でゲストで来た声優の田中真弓が、漫画家の尾田栄一郎がエレ片リスナーであることを明かした。後に、週刊少年ジャンプの漫画家のコメントのページで尾田自身もその事について触れている。
- この他、作家の乙一もリスナーであると放送された事があるが、実際に本人がブログで聞いていることを明かしている。
- エレキコミックもしくはやついピンの旅行ツアーが行われる場合、やついが10分以上かけて告知を行うのが恒例。その理由は告知を行わないと最低遂行人数に届かないからである。ただし、2010年6月に行われたエレキコミックバスツアーは、番組内での告知を待たずすぐに完売となり、キャンセル待ちも多数生じるなどしたため、告知はほとんど行われず、ツアー直前の妄想トークとツアー報告のみがなされた。
- これに対し、今立ピンのバスツアーは番組内で告知しなかったにもかかわらず満員になったため、やついが今立のことを「ヤング田原俊彦」と呼び出す。これにより、一時期今立のニックネームが「トシちゃん」になった。
- 2010年1月27日の放送で通算200回を迎えた。特別企画としてもう一度聞きたいラジオコントのリクエストを募集したが、メールがわずかしか来なかった。メンバーは「ラジオコントをやらなくなってから大分たってリスナーが入れ替わった」と分析した。
- エレキコミックがキングオブコント出場した直後の2010年9月25日の放送は水曜JUNK0以来2年ぶりの生放送となった。
- 2011年3月11日に東北地方太平洋沖地震が発生し、東日本大震災関連情報を放送するのに伴い、12日、19日の放送は中止（この間もポッドキャストは通常通り配信）。ただし19日には冒頭にエレ片が登場し被災者へのメッセージを送った。
- 今立はIZAMの舞台に出演することが多いため、やついと片桐にそのことをいじられている。また片桐は俳優としての仕事が増えていることをいじられている。
- 2012年12月15日、片桐が放送中にアネロスを挿入。その模様はポッドキャスト内でも続いた。

## ゲスト
- 小林賢太郎（ラーメンズ）
- 児嶋一哉（アンジャッシュ）
- 稲川淳二
- 大槻ケンヂ
- 峯田和伸（銀杏BOYZ）
- t.A.T.u
- ゲッターズ飯田（放送作家、占い師）
- 原幹恵
- 猫ひろし
- 渡辺正行
- バカリズム
- Berryz工房
- ZAN
- メロン記念日
- スピードワゴン
- グループ魂／メッセージ出演
- 宇多丸（RHYMESTER）
- ホフディラン
- 南波杏
- 小島よしお
- 宮本浩次（エレファントカシマシ）
- Perfume
- 小島あやめ／メッセージ出演
- 山下真司
- 島谷ひとみ
- しまおまほ
- 板尾創路
- 前田健
- カオポイント／石橋哲也のみ出演の回もあった
- 磯山さやか
- Yes-man
- 中央線withyou
- 社会人Z
- スペースラジオ
- 戸次重幸
- 田中真弓
- 東京03
- ユリオカ超特Q
- 臼田あさ美
- マキタスポーツ／複数回出演
- 楽しんご
- はなわ
- IZAM ／今立も出演する舞台の宣伝で出演。
- 黒色すみれ
- キングオブコメディ
- 吉田豪
- 西寺郷太
- 西田征史
- 花澤香菜
- 嗣永桃子
- 伊藤かな恵
- 大槻ケンヂ
- 田原総一朗
- 杉作J太郎
- 中川翔子
- でんぱ組.inc（夢眠ねむ・相沢梨紗・古川未鈴）
- 武井壮
- 今野杏南
- どぶろっく
- 水道橋博士（浅草キッド）
- 上島竜兵（ダチョウ倶楽部）
- 久保ミツロウ
- 能町みね子
- 流れ星
- はなわ
- クリープハイプ
- 赤い公園
- カンパニー松尾
- 鈴木拓（ドランクドラゴン）
- 一徹
- 西明日香
- 大亀あすか
- 水橋かおり
- 小峠英二（バイきんぐ）
- 古川いおり
- 森脇健児
- 甲本ヒロト／甲本がリスナーということで緊急出演
- 永野
- ロリィタ族
- マギー
- 村本大輔（ウーマンラッシュアワー）
- 尾関高文（ザ・ギース）
- PassCode
- 都築響一
- さらば青春の光
- 久保裕丈
- 松井咲子
- 酒井法子
- 手島優
- 銀シャリ
- いつもここから
- 林遣都／コメント出演
- 水野美紀／コメント出演
- 最上もが
- 西村由花
- ハリウッドザコシショウ
- タブレット純
- 街裏ぴんく
- 磯村勇斗
- 香川照之
- 竹中直人
- 宇賀神メグ
- 福原充則
- ぽんぽこ

## ポッドキャスティング
- 番組終了後のトークとその放送回のコントを聞くことが出来る。話が盛り上がると、本放送に匹敵する長さにおよぶこともある。
- 2006年9月1日配信分では放送ゲストの峯田和伸（銀杏BOYZ）と共に村井守（銀杏BOYZ）も出演している。また当日放送された「キラキラいいにおいスペシャル」内の峯田によって即興で作られた曲も聞くことが出来る。
- 2006年9月22日分〜2006年11月3日分内で、リレー小説「俺を怒らせたことを後悔するがいい」が配信されている。片桐→リスナー→やつい→リスナー→今立の順番で小説を書いていくコーナーで、同名のネタコーナーが本編にあるので「小説版」となっている。
- 2007年3月16日配信分では世界の性風俗事情を聞き出すためにパックン（パックンマックン）が呼び出された。
- 2007年4月11日分〜2007年5月2日分内で、「ときめきスペシャル」時に収録されたBerryz工房によるときめきコントが配信されている。
- 2007年7月18日配信分で「親戚自慢のコーナー」「御当地ジンクスのコーナー」「ドキュメント・可愛い妹は実在するのか？のコーナー」が立ち上げられた。
- 一時期は、やついが考案した「ビーシュート」を題材とした物語、「ビーシューター鉄平」が主な話題となっていた。
- 2008年1月31日配信分は、本編に引き続きPerfumeがゲスト出演した。これがカンフル剤となりポッドキャストランキングが急上昇したが、事情（やついと今立曰く、「ものすごい力が強いものに背中をグーで殴られた」）により、2月13日までの限定配信となった。そのため、現段階で唯一の欠番回となっている。
- 2008年2月28日配信分のトーク中、1人で行きたくない場所はどこかという話題で盛り上がり、何か企画で負けた人が罰ゲームとしてスパリゾートハワイアンズに1人で行くという方向になった。その日の配信分で「試し」にジャンケンをしてみようということになり、「試し」であったにもかかわらず、一抜けした今立の煽りもあってなぜか途中から妙に白熱したジャンケンの結果、やついが負けた。そして、やついに罰ゲームが執行されることになった。翌週2008年3月5日の配信分にて、やついが、「あのジャンケンはリハーサルだった」という理由により行っていないということが発覚。ジャンケンに勝った今立・片桐は、そのことに激怒して口論となったが最終的にはポッドキャストを聞いているリスナーに判断してもらうことになった。それを受けて、翌週の2008年3月12日配信分で「やついいちろう常磐ハワイセンター裁判」が行われた。リスナーの意見を配慮した上でのプロデューサー判断により、元々はリハーサルとしてやったジャンケンだったにもかかわらず、一番先に勝ち抜いた後に場を煽って、ジャンケン勝負をリハーサルではなく本気の雰囲気にさせた張本人である今立が行くということになった。しかも、内容は、スパリゾートハワイアンズのみならず、プロデューサー命令によって追加された東京ディズニーランドにも行くという加重されたものであった。ところが、やついは、逆転勝訴判決を得たにもかかわらず、「本当に行くやつをジャンケンで決めよう」と発言した。その結果、ついに本番のジャンケン勝負が行われたが、再びやついが負けた。そして、2008年3月19日配信分にて、スパリゾートハワイアンズと東京ディズニーランドに行き、自らがビデオカメラで撮影を行い、キャラクター達と記念撮影してきたという罰ゲームの報告を行った。

| TBSラジオ 金曜JUNK2（2006年4月〜2007年3月）        | TBSラジオ 金曜JUNK2（2006年4月〜2007年3月） | TBSラジオ 金曜JUNK2（2006年4月〜2007年3月）                                           |
| 前番組                                             | 番組名                                      | 次番組                                                                                |
| -------------------------------------------------- | ------------------------------------------- | ------------------------------------------------------------------------------------- |
| 原口・はなわの角っ歯!                              | エレ片のコント太郎 （第1期）                | 加藤浩次の吠え魂                                                                      |
| TBSラジオ 水曜JUNK2(2007年4月〜2008年9月）         |                                             |                                                                                       |
| スピードワゴンの キャラメル on the beach           | エレ片のコント太郎 （第2期）                | 終了                                                                                  |
| TBSラジオ 水曜24:00 - 25:00(2008年10月〜2010年3月) |                                             |                                                                                       |
| 夜な夜なニュースいぢり X-Radio バツラジ            | 水曜JUNK ZERO エレ片のコント太郎 (第3期)    | ニュース探究ラジオ Dig 深夜営業 24:00 - 24:50後藤麻衣の心配ないさぁ〜!! 24:50 - 25:00 |
| TBSラジオ 土曜25:00 - 27:00(2010年4月〜2021年3月)  |                                             |                                                                                       |
| MIXUP 25:00 - 28:00                                | JUNKサタデー エレ片のコント太郎 （第4期）   | エレ片のケツビ! 25:00 - 26:00東京ポッド許可局 26:00 - 27:00                           |

| 曜日 | 1月              | 2月              | 3月              | 4月              | 5月              | 6月              | 7月              | 8月              | 9月              | 10月             | 11月             | 12月             |
| ---- | ---------------- | ---------------- | ---------------- | ---------------- | ---------------- | ---------------- | ---------------- | ---------------- | ---------------- | ---------------- | ---------------- | ---------------- |
| 月曜 | バナナマン       | バナナマン       | バナナマン       | バナナマン       | バナナマン       | バナナマン       | バナナマン       | バナナマン       | バナナマン       | バナナマン       | バナナマン       | バナナマン       |
| 火曜 | おぎやはぎ       | おぎやはぎ       | おぎやはぎ       | おぎやはぎ       | おぎやはぎ       | おぎやはぎ       | おぎやはぎ       | おぎやはぎ       | おぎやはぎ       | おぎやはぎ       | おぎやはぎ       | おぎやはぎ       |
| 水曜 | エレ片           | エレ片           | エレ片           | エレ片           | エレ片           | エレ片           | エレ片           | エレ片           | エレ片           | エレ片           | エレ片           | エレ片           |
| 木曜 | ケンドーコバヤシ | ケンドーコバヤシ | ケンドーコバヤシ | ケンドーコバヤシ | ケンドーコバヤシ | ケンドーコバヤシ | ケンドーコバヤシ | ケンドーコバヤシ | ケンドーコバヤシ | ケンドーコバヤシ | ケンドーコバヤシ | ケンドーコバヤシ |
| 金曜 | 城島茂           | 城島茂           | 城島茂           | 城島茂           | 城島茂           | 城島茂           | 城島茂           | 城島茂           | 城島茂           | 城島茂           | 城島茂           | 城島茂           |

| 月曜 | 伊集院光         | 伊集院光         | 伊集院光         | 伊集院光   | 伊集院光   | 伊集院光   | 伊集院光   | 伊集院光   | 伊集院光   | 伊集院光   | 伊集院光   | 伊集院光   |            |            |            |
| 火曜 | 爆笑問題         | 爆笑問題         | 爆笑問題         | 爆笑問題   | 爆笑問題   | 爆笑問題   | 爆笑問題   | 爆笑問題   | 爆笑問題   | 爆笑問題   | 爆笑問題   | 爆笑問題   |            |            |            |
| 水曜 | 雨上がり決死隊   | 雨上がり決死隊   | 雨上がり決死隊   | 山里亮太   | 山里亮太   | 山里亮太   | 山里亮太   | 山里亮太   | 山里亮太   | 山里亮太   | 山里亮太   | 山里亮太   | 山里亮太   | 山里亮太   | 山里亮太   |
| 木曜 | アンタッチャブル | アンタッチャブル | アンタッチャブル | おぎやはぎ | おぎやはぎ | おぎやはぎ | おぎやはぎ | おぎやはぎ | おぎやはぎ | おぎやはぎ | おぎやはぎ | おぎやはぎ | おぎやはぎ | おぎやはぎ | おぎやはぎ |
| 金曜 | 加藤浩次         | 加藤浩次         | 加藤浩次         | バナナマン | バナナマン | バナナマン | バナナマン | バナナマン | バナナマン | バナナマン | バナナマン | バナナマン | バナナマン | バナナマン | バナナマン |
| 土曜 | -                | -                | -                | エレ片     | エレ片     | エレ片     | エレ片     | エレ片     | エレ片     | エレ片     | エレ片     | エレ片     | エレ片     | エレ片     | エレ片     |

## エレ片のケツビ!
2021年4月3日放送開始。タイトルの由来は1時間に縮小し追い詰められた時の表現「尻に火が点く」から。番組紹介の欄に「SNSや他メディアをドカッと巻き込んでBUZZをお約束!?思わず耳を傾ける。明日の朝、誰かとshareしたくなる。新しいwaveをみんなで起こしたくなる。」という文が、「意味も良く知らないおっさんがネットで流行した言葉を適当に並べた」と大爆笑、以降番組がSNSでBUZZる為にはと考え「ギャラクシー賞を取る」となり現在はギャラクシー賞を取れる放送を目指している。コーナーはスタート当初に数個用意されていたが放送中の内容の大半がオープニングトークで潰れ放送できなかった為終了し現在はレギュラーに昇格したしょぼい恨みのみになった。
2025年3月2日の放送回で、同月末をもって番組の放送を終了することが発表された。番組開始から約4年、前身番組である『エレ片のコント太郎』の約15年を合わせると、約19年にわたって続いたTBSラジオでのエレ片3人による冠ラジオ番組が終了することになる。なお、ラジオでの放送は終了するが、翌4月からTBSラジオ Podcastでエレ片の新番組が始まることも併せて発表された。

### 過去のコーナー
ギリギリ大喜利
お題が「ギリギリ○○」という大喜利。
キングオブコント決勝への道
ギャラクシー賞狙いで考えたドキュメントコーナー。ラーメンズ解散後、全く芸人として活動しなくなった片桐に即席コンビ参加可能になった「キングオブコント2021」の決勝進出を目指すコーナー。相方候補を推薦した10人から投票で選び、そのネタをリスナーから募集した。その結果、選ばれた青木さやかとのコンビ「母と母」は準々決勝敗退となった。

### ポッドキャスト
ケツビ!スタートともにスタートし、コント太郎時代コーナーに行われていた投稿コーナーが中心となっている。
| TBSラジオ 土曜25:00 - 26:00     | TBSラジオ 土曜25:00 - 26:00 | TBSラジオ 土曜25:00 - 26:00 |
| 前番組                          | 番組名                      | 次番組                      |
| ------------------------------- | --------------------------- | --------------------------- |
| JUNKサタデー エレ片のコント太郎 | エレ片のケツビ!             | 東京ポッド許可局            |